# Joseph-Vincent de Beni
Joseph-Vincent de Beni, francisation de Giuseppe Vincenzo Beni (né à Gubbio le 12 janvier 1660, mort à Pesaro le 12 janvier 1806), ecclésiastique italien, fut évêque de Carpentras de 1776 à 1792/1801 et recteur du Comtat Venaissin puis évéque de Pesaro de 1794 à sa mort.

## Biographie
Giuseppe Beni nait dans le duché d'Urbino dans la famille des comtes Beni de Gubbio. Diacre le 24 août 1776, il est ordonné prêtre le lendemain et nommé évêque de Carpentras le 16 septembre. Il est consacré à Rome par le cardinal Giovanni Angelico Braschi futur pape Pie VI. Il prend possession de son diocèse par procuration le 16 septembre et en personne le 11 juillet 1777. Il est recteur du Comtat Venaissin de 17 février 1781 à 1784 où il rétablit de bonnes relations avec la population qui s'était opposée à son prédécesseur Jules-César Zollio. 
Lors de la Révolution française, il ne quitte son siège épiscopal que le 3 mai 1792 pour se réfugier dans les États pontificaux. Il accueille de nombreux prêtres français émigrés à Pesaro qu'il administre depuis 1794. Lors de la signature du concordat de 1801 il se démet entre les mains du pape Pie VII de son siège épiscopal français.